# بروس آرینا
بروس آرینا (انگلیسی: Bruce Arena؛ زادهٔ ۲۱ سپتامبر ۱۹۵۱) یک بازیکن فوتبال اهل ایالات متحده آمریکا است.
وی همچنین در تیم ملی فوتبال ایالات متحده آمریکا بازی کرده‌است.